# Космос-2405
Космос-2405 је један од преко 2400 совјетских вјештачких сателита лансираних у оквиру програма Космос.
Космос-2405 је лансиран са космодрома Тјуратам, Бајконур, Казахстан, 28. маја 2004. Ракета-носач је поставила сателит у орбиту око планете Земље. 